# Lajka
Lajka (rus. Лайка, po nazivu rase psa, doslovno lajač, 1954 — 3. novembar 1957) bila je prva od sovjetskih pasa poslatih u svemir, prvi živi sisar poslat u Zemljinu orbitu i prva orbitalna žrtva. U vreme kada je Lajkina misija pokrenuta, malo je toga bilo poznato o uticaju svemirskih letova na živa bića. Neki naučnici verovali su da ljudi ne bi mogli da prežive lansiranje ili uticaj kosmičkog prostora, tako da su stručnjaci koji su radili na svemirskom programu videli letove životinja kao neophodnu pripremu za misije s ljudima. Sjedinjene Države koristile su šimpanze; Sovjetski program odlučio je da koristi pse. Lajka je bila lutalica, prvobitno nazvana Kudrijavka (rus. кудрявка, doslovno, kudrava), trenirana je sa još dva psa, te naposletku izabrana za putnika sovjetske svemirske letelice Sputnjik 2 (Спутник-2) lansirane u svemir 3. novembra 1957. godine. Sputnjik 2 nije bio napravljen tako da može da se vrati i od početka se znalo da će Lajka umreti.
Lajka je umrla nekoliko sati nakon lansiranja od posledica stresa i toplotnog udara, verovatno usled kvara u kontrolnom sistemu za toplotu. Pravi uzrok njene smrti nije bio javno objavljen još decenijama nakon leta. Iako Lajka nije preživela putovanje, eksperiment je dokazao da živi putnik može da preživi lansiranje u orbitu i podnese bestežinsko stanje. Njime je prokrčen put za ljudske letove u svemir, a naučnici su dobili prve podatke kako živi organizmi reaguju na okruženje u svemirskim letovima. Dana 11. aprila 2008. godine, ruski zvaničnici podigli su spomenik u znak sećanja na Lajku. Ovaj mali spomenik nalazi se u blizini vojno-istraživačke ustanove u Moskvi koja je pripremila Lajkin let u svemir i predstavlja psa koji stoji na vrhu rakete.

## Sputnjik 2
Nakon uspeha Sputnjika 1, sovjetski vođa Nikita Hruščov hteo je da se svemirska letelica lansira 7. novembra, na 40. godišnjicu Boljševičke revolucije. Napredniji satelit je već bio u fazi izrade, ali nije mogao da bude završen sve do decembra; ovaj satelit će kasnije postati Sputnjik 3. Da bi se ispunio novembarski rok, trebalo je napraviti novu letelicu.
Međutim, to nije trebalo da bude bilo kakva letelica — Hruščov je izričito zahtevao da njegovi stručnjaci naprave svemirski spektakl, misiju koja će ponoviti uspeh Sputnjika 1, i zaprepastiti svet sovjetskom snagom. Isplanirano je da se pas pošalje u orbitalni let. Sovjetski raketni inženjeri dugo su nameravali da pošalju psa u orbitu, pre nego što to isto pokušaju s čovekom; od 1951. godine, u balističkim letovima 12 pasa je poslato u suborbitalni prostor, čime se postepeno radilo na orbitalnoj misiji mogućoj negde 1958. godine. Kako bi se zadovoljili Hruščovljevi zahtevi, požureno je s orbitalnim letom psa za novembarsko lansiranje.
Prema ruskim izvorima, zvanična odluka o lansiranju Sputnjika 2 doneta je 10. ili 12. oktobra, čime je timu ostavljeno samo četiri nedelje da dizajnira i izradi svemirsku letelicu. Sputnjik 2 je zbog toga pomalo bio posao odrađen na brzinu, sa većinom elemenata konstruisanih na osnovu grubih skica. Osim primarne misije slanja živog bića u svemir, Sputnjik 2 je nosio i instrumente za merenje solarne radijacije i kosmičkog zračenja.
Letelica je bila opremljena sistemom za održavanje života koji se sastojao od generatora kiseonika i naprava za izbegavanje trovanja kiseonikom i apsorpciju ugljen-dioksida. Ventilator, napravljen tako da se uključuje svaki put kada temperatura u kabini premaši 15 °C, postavljen je da rashlađuje psa. Lajki je obezbeđeno dovoljno hrane (u obliku želea) za sedmodnevni let, i opremljena je vrećom za sakupljanje otpada. Pojasevi su bili napravljeni tako da odgovaraju psu, uz lance koji su ograničavali njene pokrete na stajanje, sedenje i ležanje; u kabini nije bilo prostora za okretanje. Elektrokardiogram je pratio otkucaje srca a ostali instrumenti beležili su brzinu disanja, maksimalni krvni pritisak i pokrete psa.

## Trening i putovanje
Keruša koja će kasnije biti nazvana Lajka bila je lutalica pronađena na nekoj od moskovskih ulica. Sovjetski naučnici odlučili su da koriste moskovske pse lutalice zbog pretpostavke da su takve životinje već naučile da izdrže u uslovima ekstremne hladnoće i izgladnelosti. Lajka je bila mešanac, težak oko šest kilograma i otprilike tri godine starosti. Osoblje joj je nadenulo nekoliko imena i nadimaka, među kojima Kudrijavka, Žučka (Bubica) i Limončik (Limunčić). Lajka, rusko ime za nekoliko psećih rasa sličnih haskiju, bilo je ime koje je popularizovano širom sveta. Američka štampa nazvala ju je Muttnik (mutt (mešanac) + sufiks -nik) kao igru reči od . Njen pravi pedigre je nepoznat, iako je generalno prihvaćeno da je delom bila haski ili druga nordijska vrsta, a moguće je i da je delom bila terijer. Ruski časopis opisao je njenu narav kao flegmatičnu, kao i to da nije ulazila u sukobe sa ostalim psima.
Sovjetski Savez i Sjedinjene Države prethodno su slali životinje samo u suborbitalne letove. Za let Sputnjika 2 trenirane su tri životinje: Albina (Альбина), Muška (Мушка) i Lajka. Ruski naučnik Oleg Gazenko (Олег Георгиевич Газенко) izabrao je da trenira Lajku. Albina je prilikom testova dvaput letela na velikoj nadmorskoj visini, a Muška je korišćena za testiranje instrumenata i sistema za održavanje života.
Kako bi pse navikli na uski prostor sićušne kabine Sputnjika 2, držali su ih u sve manjim kavezima u periodu od 20 dana. Izuzetno sužen prostor uticao je na to da psi prestanu da uriniraju i defekališu, bili su uznemireni, i uopšte celo zdravstveno stanje im se pogoršavalo. Laksativi nisu pomagali, pa su istraživači zaključili da su samo dugi periodi treninga efikasni. Psi su stavljani u centrifugu koja je simulirala ubrzanje tokom lansiranja rakete, kao i u mašine koje su simulirale buku u svemirskoj letelici. Ovo je uticalo da se njihov puls udvostruči, a krvni pritisak poraste na 30–65 MmHg. Psi su trenirani da jedu specijalni žele visoke nutritivne vrednosti koji je trebalo da bude njihova hrana u svemiru.
Pre lansiranja, jedan od naučnika odveo je Lajku kući da se igra s njegovom decom. U knjizi koja hronološki prikazuje priču o sovjetskoj medicini u svemiru, Dr Vladimir Jazdovski (Владимир Иванович Яздовский) je napisao: „Želeo sam da uradim nešto lepo za nju: Ostalo joj je još tako malo vremena da živi“.
Prema dokumentima svemirske agencije NASA, Lajka je stavljena u satelit 31. oktobra 1957, tri dana pre početka misije. Temperature na mestu lansiranja bile su ekstremno niske u to doba godine, zbog čega je korišćeno crevo povezano na grejač, kako bi se održala toplota njene kabine. Dva asistenta su određena da neprekidno paze na Lajku do lansiranja. Pred poletanje 3. novembra 1957. sa kosmodroma Bajkonur, Lajkino krzno je obrisano alkoholom i pažljivo iščetkano. Na mesta gde je trebalo postaviti senzore za praćenje njenih telesnih funkcija nanet je jod.
Kada je ubrzanje dostiglo vrhunac Lajkina brzina disanja se povećala tri do četiri puta u odnosu na brzinu pre poletanja. Senzori su pokazali da joj je brzina otkucaja srca bila 103 otkucaja u minutu pre poletanja, a da se popela na 240 tokom početka ubrzanja. Nakon što je dostigao orbitu, vrh Sputnjika 2 je uspešno odbačen. Međutim, središnji Blok A nije se odvojio kako je bilo planirano, što je onemogućilo pravilan rad sistema za regulisanje toplote. Neki od termoizolatora su se oštetili, usled čega je temperatura u kabini porasla na 40 °C. Nakon tri sata provedenih u bestežinskom stanju, Lajkin puls se spustio na 102 otkucaja u minutu, tri puta više vremena u odnosu na testove vršene na Zemlji, što je ukazivalo na to da je bila pod velikim stresom. Rana telemetrija ukazivala je na to da je Lajka, iako potresena, ipak jela hranu. Nakon približno pet do sedam sati leta, iz letelice se više nisu dobijali nikakvi znaci života.
Ruski naučnici planirali su da nad Lajkom izvrše eutanaziju hranom koja je bila otrovna. Sovjetski Savez je godinama davao protivrečne izjave kako je umrla usled nedostatka kiseonika kada su se baterije pokvarile, ili da je eutanazija izvršena. Postojalo je više glasina o tome kako je zapravo umrla. Godine 1999. nekoliko ruskih izvora reklo je da je umrla nakon četiri dana usled pregrevanja kabine. U oktobru 2002. Dr Dimitri Malašenkov (Дмитрий Малашенков), jedan od naučnika iz misije Sputnjik 2, otkrio je kako je Lajka umrla pet do sedam sati nakon lansiranja usled prevelike temperature i stresa. Prema njegovim rečima „ispostavilo se da je bilo praktično nemoguće napraviti pouzdani sistem za kontrolu temperature u tako ograničenom vremenskom periodu.“
Sputnjik 2, s telom Lajke, sagoreo je pet meseci kasnije, nakon što je 2.570 puta obišao oko Zemlje, tokom ponovnog ulaska u atmosferu 14. aprila 1958.

## Polemike
Etički problemi ovog eksperimenta neko vreme uopšte nisu pominjani, jer su bili u senci Svemirske trke između Sovjetskog Saveza i Sjedinjenih Država. Kao što pokazuje novinski članak iz 1957, štampa je više bila preokupirana pisanjem o političkoj perspektivi, dok su Lajkino zdravlje i povratak (koji se nije dogodio) jedva pomenuti. Tek kasnije povele su se diskusije o sudbini psa.
Sputnjik 2 nije napravljen tako da može da se vrati, i od početka se znalo da će Lajka umreti. Misija je pokrenula rasprave širom sveta o zloupotrebi životinja i testovima nad životinjama u svrhu napretka nauke.
U Ujedinjenom Kraljevstvu, udruženje Dogs Trust pozvalo je vlasnike pasa na minut ćutanja, dok je Royal Society for the Prevention of Cruelty to Animals (Kraljevstvo društvo za prevenciju nasilja nad životinjama) primilo proteste i pre nego što je Sovjetski Savez objavio da je misija uspešno obavljena. Usled rasprava o etici eksperimenata nad životinjama došlo je do demonstracija ispred zgrade Ujedinjenih nacija u znak protesta zbog onoga što joj se dogodilo.
U Sovjetskom Savezu bilo je mnogo manje polemika. U godinama koje su usledile ni mediji, ni knjige, ni javnost nisu javno dovela u pitanje odluku da se pas pošalje u svemir. Tako je bilo sve do 1998. kada je, nakon sloma sovjetskog režima, Oleg Gazenko, jedan od naučnika odgovornih za Lajkino slanje u svemir, izrazio žaljenje što je dopustio da umre: „Rad sa životinjama predstavlja vrstu patnje za sve nas. Prema njima se ophodimo kao sa bebama koje ne umeju da govore. Što više vremena prolazi, sve više mi je žao zbog toga. Nije trebalo to da uradimo... Nismo dovoljno toga saznali iz ove misije kako bismo time opravdali smrt psa.“

## U popularnoj kulturi
Lajkino pionirsko putovanje učinilo ju je jednim od najpoznatijih pasa na svetu. Njen lik isklesan je u Spomeniku osvajačima svemira, zajedno sa kosmonautima i inženjerima. Komemoraciona ploča koja prikazuje nastradale postavljena je u novembru 1997. na Institutu za avijaciju i kosmičku medicinu u Zvezdanom gradu u Moskvi; u jednom uglu prikazana je Lajka. Lajka se pojavljuje i na nekoliko poštanskih maraka različitih zemalja, kao i na proizvodima poput cigareta i žvaka.
Dana 9. marta 2005. godine deo Marsovog tla nezvanično je nazvan Lajka od strane kontrolora misije. Nalazi se u blizini kratera Vostok na ravnici Meridiani Planum.
Lajka se pojavljivala u brojnim književnim delima, najčešće u vezi sa temom njenog preživljavanja ili spasavanja. Roman Intervention, Džulijana Meja (Julian May), govori o tome kako je Lajku spasila dobroćudna rasa vanzemaljaca. U romanu Weight: The Myth of Atlas and Heracles, Žanet Vinterson (Jeanette Winterson), drevni Grk Titan Atlas pronalazi Lajkinu kapsulu u orbiti i usvaja psa. U delu Habitus, Džejmsa Flinta (James Flint), Lajka nastavlja da kruži orbitom, naučivši da izvlači hranu iz radio prenosa odašiljanih sa Zemlje. Postoje i priče koje se bave njenom sahranom (u seriji Doctor Who i romanu Alien Bodies) i putovanjima na druge planete (u strip antologiji ).

## Ostale reference
- Dobavljeno 28. januara 2005.
- Dobavljeno 1. septembra 2004.
- Dobavljeno 1. septembra 2004.
- (2003-11-26). Dobavljeno 1. septembra 2004.
- Retrieved September 1, 2004.
- (3. novembar 1957) New York Times.

## Spoljašnje veze
- Istorija Sputnjik misija
- Sputnjik 2 na sajtu
- — Članak sa naslovne strane 3. novembar 1957.